# Hindernislauf

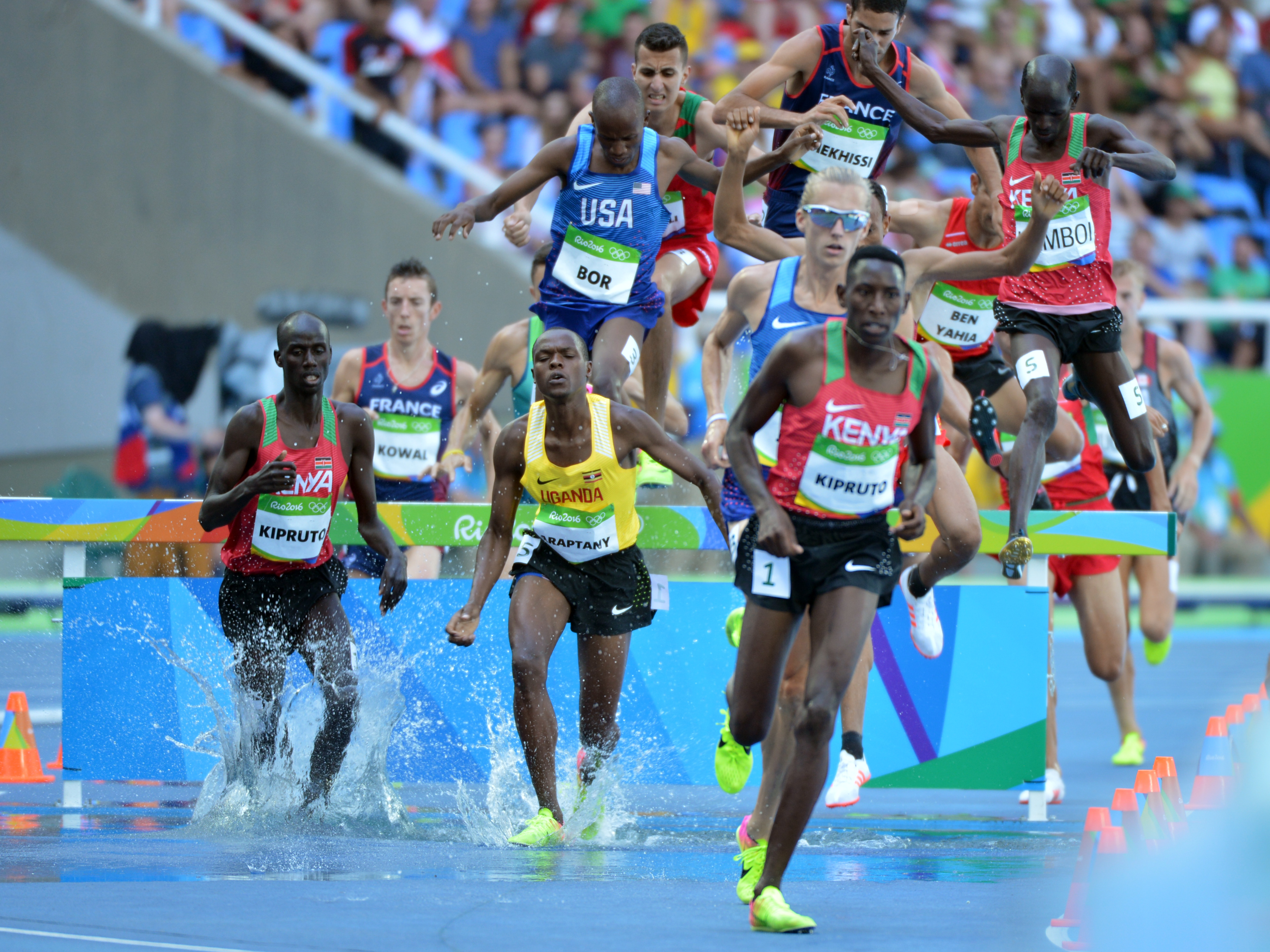
3000-Meter-Hindernislauf bei den Olympischen Spielen 2016 in Rio de Janeiro

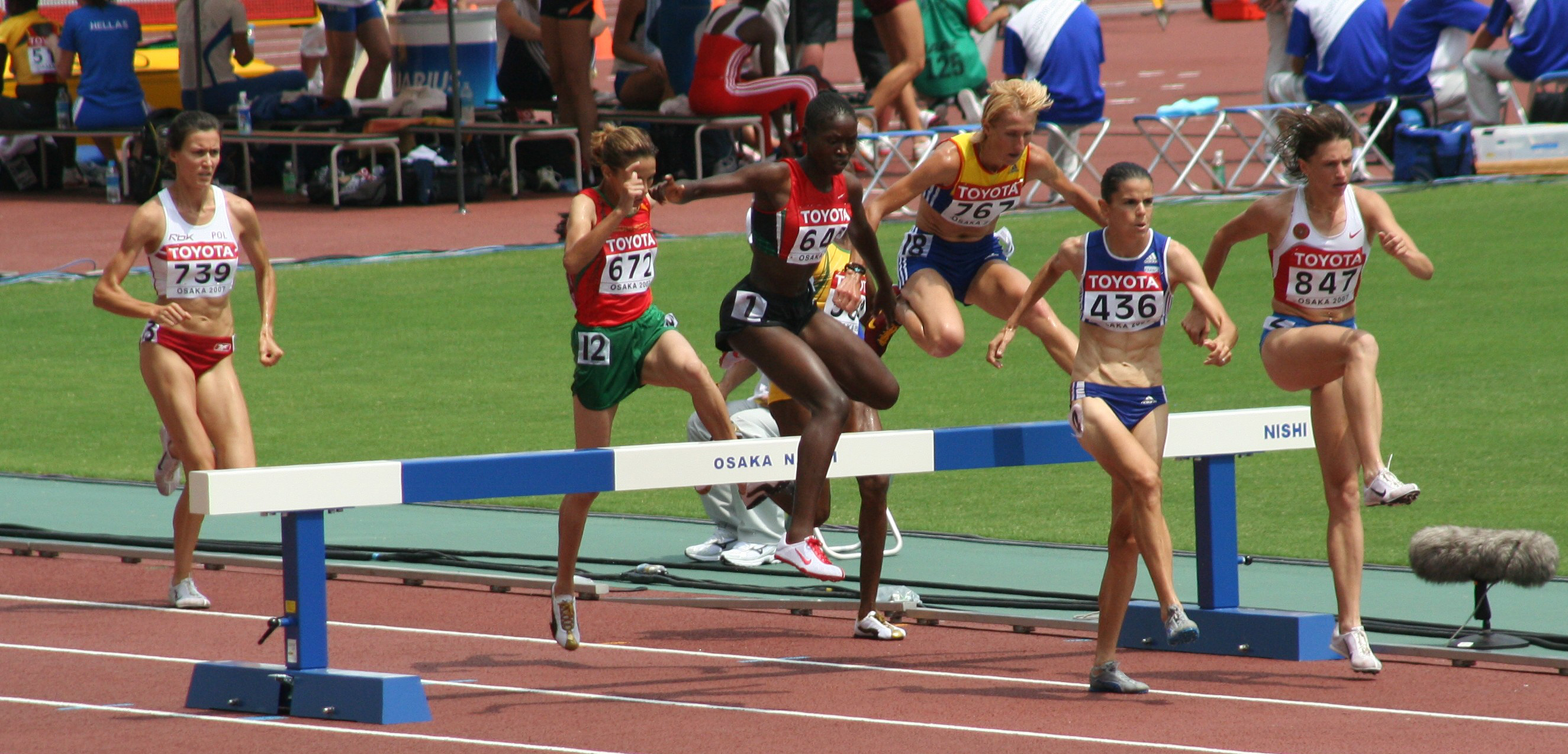
3000-Meter-Hindernislauf der Frauen bei den Weltmeisterschaften 2007 in Osaka

Dieser Artikel behandelt die seit 1900 olympische Laufstrecke, englischer Ursprung ist der „steeplechase“. Es gibt noch viele andere Hindernisläufe für Pferde, Hobbyläufer, Soldaten, Hunde usw.
Der Hindernislauf, auch 3000 Meter Steeple genannt, ist ein leichtathletischer Laufwettbewerb über 3000 Meter, bei dem nach einer Startstrecke auf sieben Stadienrunden jeweils vier Hindernisse sowie ein Hindernis mit Wassergraben zu überwinden sind. Da in den meisten Stadien der Wassergraben im Innenraum der Laufbahn platziert ist, verkürzt sich die Runde dort auf 396 Meter. Daraus ergibt sich ein Abstand von 79 Metern zwischen den Hindernissen. Es gibt allerdings Stadien, die von der World Athletics anerkannt sind, bei denen sich der Wassergraben außerhalb der Zielkurve befindet. Im Jugend- und Seniorenbereich werden auch kürzere Strecken von 1500 und 2000 Metern teilweise über niedrigere Hindernisse gelaufen.

## Hindernisse

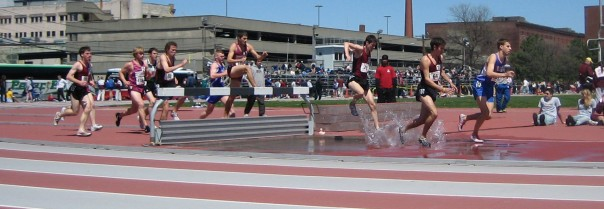
Wassergraben beim Hindernislauf

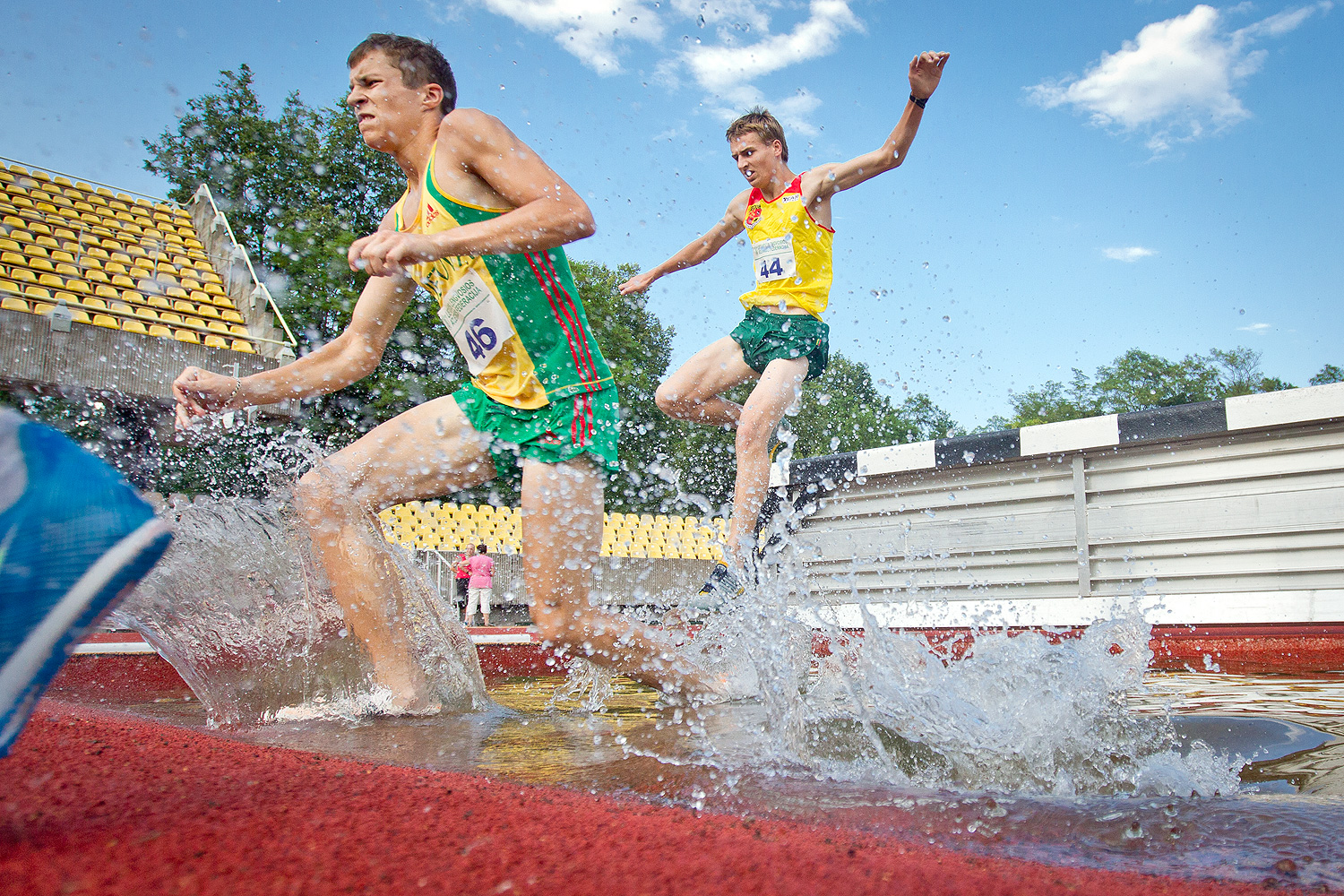
Wassergraben bei den litauischen Meisterschaften 2014

Die Hindernisse haben dieselbe Höhe wie beim 400-Meter-Hürdenlauf: Für Männer und männliche Jugend U20 91,4 Zentimeter (3 Fuß), männliche Jugend U18 83,8 Zentimeter (2¾ Fuß bzw. 2 Fuß und 9 Zoll) und für Frauen und weibliche Jugend 76,2 Zentimeter (2,5 Fuß bzw. 2 Fuß und 6 Zoll). Wenn keine auf 83,8 Zentimeter einstellbare Hindernisse zur Verfügung stehen, wird über 91,4 Zentimeter hohe gelaufen. Im Gegensatz zu den Hürdenläufen, bei denen L-förmige Hürden nachgeben, stehen die Hindernisse auf Stützen, die sich durch die Läufer nicht umkippen lassen dürfen, da mehrere Runden gelaufen werden. Als Breite sind mindestens 3,96 Meter (13 Fuß) vorgeschrieben, häufig werden breitere Hindernisse verwendet, um das gleichzeitige Überspringen durch mehrere Läufer zu erleichtern. Der Querbalken des Hindernisses hat einen Querschnitt von 12,7 mal 12,7 Zentimetern (5 × 5 Zoll). Der Hindernisbalken soll mit schwarzen und weißen Streifen oder anderen kräftigen Kontrastfarben (auch im Kontrast zur Umgebung) gestrichen sein, sodass sich die helleren Streifen mit einer Länge von mindestens 22,5 Zentimetern an den Außenseiten befinden. Das erste Hindernis darf erst nach dem erstmaligen Überlaufen der Ziellinie, also nach ca. einer halben Stadionrunde zu überwinden sein. Da die Läufer auf der Gegengeraden starten, müssen deshalb Helfer zwei der Hindernisse erst nach dem Start in die Laufbahn tragen. Analog muss die Markierung der Innenkante angepasst werden.
Der Wassergraben samt Hindernis befindet sich neben der Kurve vor der Ziellinie. Je nach Anlage wird die Kurve verkürzt (Wassergraben im Innenraum) oder verlängert (Wassergraben außerhalb der normalen Rundbahn). Die Läufer verlassen daher die Laufbahn in der Kurve. Bei einem innenliegenden Wassergraben wird zunächst etwa ein Viertel der Kurve auf der Laufbahn gelaufen. Daran schließt sich eine kurze Kurve mit deutlich engerem Radius an. Das Hindernis befindet sich auf einer geraden Abkürzung. Sie endet symmetrisch in einer engen Kurve, die wieder auf die Innenbahn mündet. Seltener ist ein außenliegender Wassergraben. Die Athleten laufen in solchen Anlagen am Kurvenanfang etwa zehn Meter weiter geradeaus. Daran schließt sich eine Kurve mit ungefähr gleichem Radius wie auf der anderen Seite an. Der Anlauf, das Hindernis und der Wassergraben liegen somit in einer Kurve mit konstantem Radius. In diesem Fall wird die äußerste Bahn erst wenige Meter vor dem Hindernis und nur bis kurz hinter dem Wassergraben verlassen. Das Hindernis am Wassergraben muss fest im Boden verankert sein, damit eine horizontale Bewegung unmöglich ist. Der Wassergraben einschließlich des Hindernisses hat eine Breite und eine Länge von jeweils 3,66 Metern (12 Fuß). Die Länge wird von der ersten Hinderniskante gemessen. Auf den ersten 1,2 Meter ist er 50 Zentimeter tief, danach läuft er flach bis zur Laufbahnhöhe aus. Der Boden ist mit Kunststoff oder Matten ausgelegt. Nach Zulassung des Hindernislaufes für Frauenwettkämpfe hatte die IAAF (heute: World Athletics) zunächst einen im Vergleich zu Männerwettbewerben verkürzten und flacheren Wassergraben vorgeschrieben. Die Regel wurde 2003 wieder zurückgenommen, um die Kosten und den organisatorischen Aufwand zu verringern. Zuletzt wurden die Abmessungen 2019 angepasst, Bestandsanlagen dürfen jedoch weiterhin ohne Anpassung verwendet werden.
Die Einzelheiten sind in Regel 169 der technischen Vorschriften der World Athletics festgelegt (siehe Abschnitt Weblinks).

## Geschichte

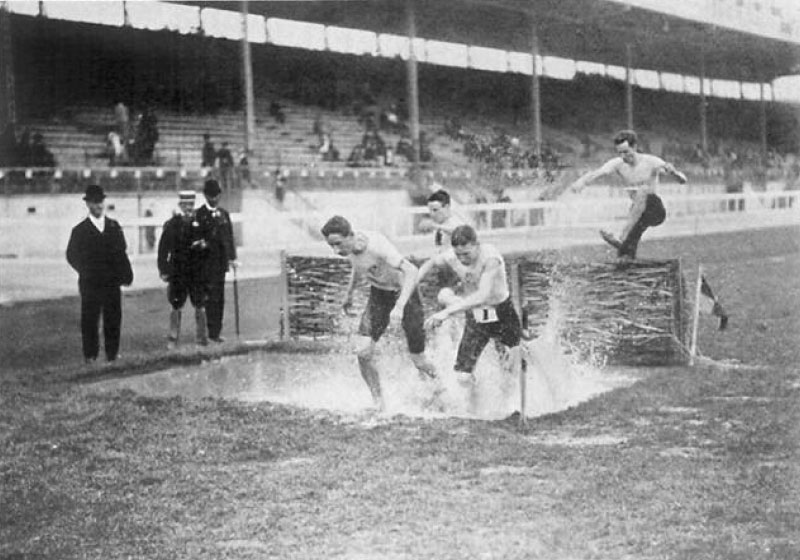
Hindernislauf bei den Olympischen Spielen 1908 in London

Der Hindernislauf soll um 1850 aus einer Wette von Oxforder Studenten entstanden sein, die das Pferderennen über Hindernisse nachempfanden und bei denen die Läufer Ausgleichsgewichte wie die Jockeys bekamen.
1879 war der Hindernislauf Bestandteil der englischen Leichtathletikmeisterschaften, ins Programm der Olympischen Spiele kam er 1900 in Paris – zunächst mit Laufstrecken von 2500 und 4000 Metern. 1904 in St. Louis wurden nur die 2500 Meter gelaufen, 1908 in London die von der 2-Meilen-Strecke abgeleiteten 3200 Meter.
Die bis in die Gegenwart gelaufene Streckenlänge von 3000 Metern wurde bei den Olympischen Spielen 1920 in Antwerpen eingeführt, allerdings noch ohne genaue Festlegungen für die Beschaffenheit und den Abstand der Hindernisse – diese gibt es erst seit 1953.
Die IAAF ließ den Hindernislauf 1998 für Frauen zu, erstmals bei einem internationalen Höhepunkt stand er im Programm der Weltmeisterschaften 2005 in Helsinki.

## Meilensteine
Männer
- erster offiziell von der IAAF anerkannter Weltrekord: 8:49,6 min,  Sandor Rozsnyoi, 28. August 1954, Bern
- erster unter 10 Minuten: 9:49,8 min,  Josef Ternström, 1914
- erster unter 9 Minuten: 8:59,6 min,  Erik Elmsäter, 1944
- erster unter 8:30 Minuten: 8:29,6 min,  Gaston Roelants, 1963
- erster unter 8:20 Minuten: 8:19,8 min,  Ben Jipcho, 1973
- erster unter 8:10 Minuten: 8:09,70 min,  Anders Gärderud, 1975
- erster unter 8 Minuten: 7:59,18 min,  Moses Kiptanui, 1995

Frauen
- erster offiziell von der IAAF anerkannter Weltrekord: 9:48,88 min,  Jelena Motalowa, 1. August 1999, Tula

## Erfolgreichste Sportler
- Volmari Iso-Hollo, zwei Olympiasiege: 1932 und 1936
- Moses Kiptanui, drei Weltmeistertitel: 1991, 1993 und 1995 sowie Olympiazweiter 1996 und Weltmeisterschaftszweiter 1997

Erfolgreichste Deutsche:
- Alfred Dompert: Olympiadritter 1936
- Frank Baumgartl: Olympiadritter 1976
- Patriz Ilg: Weltmeister 1983
- Hagen Melzer: Weltmeisterschaftszweiter 1987

## Technik und Training
Hindernisläufer überspringen in der Regel die Hindernisse ohne Wassergraben, wie ein 400-Meter-Hürdenläufer, also berührungslos. Wirklich kraftsparend ist dieser Hindernissprung aber nur ab einem Tempo, bei dem nicht mehr vorher beschleunigt werden muss (etwa 9 min oder schneller bei 3000 m Hindernis). Wenn langsamer gelaufen wird, sollte die Auf-Tipp-Technik angewendet werden (ein Mix ist auch möglich). Diese ist technisch allerdings nicht einfacher, als das Überspringen: Vor dem Hindernis braucht hierbei nicht beschleunigt zu werden, wer diese Technik gut beherrscht. Das Überspringen der Hindernisse sollte in beiden Fällen optimalerweise mit rechts und links angelaufen werden können. Nach dem Absprung wird mit dem zuerst zu überquerenden Bein das Hindernis nur leicht und möglichst locker am Ballen angetippt. Mit dem Absprungbein wird dann so zügig wie möglich nach dem Hindernis wieder Boden gefasst und möglichst danach im selben Tempo weiter gelaufen. Zu Beginn mag sich das Überqueren der Hindernisse zwar zeitlich auszahlen, dennoch werden am Ende alle gegenüber der Auf-Tipp-Technik 5 bis 15 Sekunden später im Ziel sein, je nach Gleichmäßigkeit im Rennverlauf.
Beim Wassergraben ist es umgekehrt: In der Regel mit Drauf-tippen, wie oben beschrieben; in Ausnahmefällen schaffen es wenige Spitzen-Athleten auch diesen zu überspringen. Vor allem im Endspurt ist dies öfters zu beobachten.
Zum 400-Meter-Hürdenlauf bestehen zwei Unterschiede:
- Es lässt sich kein fester Schrittrhythmus einhalten. Das liegt zum einen an dem mehr als doppelt so großen Abstand zwischen den Hindernissen, zum anderen an unterschiedlich großen Abständen zwischen den Hindernissen. Es wird zwar ein gleichmäßiger Abstand angestrebt, je nach Lage des Wassergrabens verteilen sich die fünf Hindernisse auf lange oder kurze Runden. Priorität über gleichmäßige Abstände haben darüber hinaus die Mindestabstände zwischen der Ziellinie und dem folgenden Hindernis von zwölf Meter, zwischen dem letzten Hindernis und der Ziellinie von 40 Meter und zwischen der Startlinie und dem ersten Hindernis im Wettkampf von 70 Meter.[1]
- Da nicht in Bahnen gelaufen wird, muss der Läufer die Position der anderen Wettkampfteilnehmer berücksichtigen. Insbesondere muss der Hindernisläufer das Überwinden der Hindernisse und des Wassergrabens beidseitig beherrschen, um sich auf Rhythmusänderungen im Wettkampf einstellen zu können.

### Technik am Wassergraben
Am Wassergraben springt der Läufer mit dem Fuß auf das Hindernis und stößt sich zu einem möglichst weiten Sprung ab. Für ein flüssiges Auflaufen muss der Hindernisläufer sein Tempo auf den letzten zehn Schritten steigern und ca. 1,50 bis 1,80 Meter vor dem Hindernis abspringen, abhängig von der Beinlänge. Bei einem optimalen Absprung wird der Lauf nicht gebremst.
Ähnlich wie beim Hürdenlauf wird der Oberkörper kurz vor dem Aufsetzen des Schwungbeins stark nach vorn gebeugt, um den Körperschwerpunkt zu senken. Ebenfalls zugunsten eines niedrigen Körperschwerpunktes ist das Knie beim Überwinden des Hindernisses etwa rechtwinklig gebeugt. Das Sprungbein setzt nicht auf dem Balken auf, sondern schwingt am Schwungbein vorbei nach vorn. Für einen sicheren Absprung ist eine besondere Technik nötig, bei der die vorderen Spikes-Dornen um die Kante des Balkens fassen.
Ein günstiger Aufsprungpunkt liegt ca. 30 Zentimeter vor dem Grabenende. Der Läufer muss dafür eine Sprungweite von ca. 3,20 Metern erreichen. Um beim Aufsprung ein temporaubendes Abknicken im Kniegelenk zu vermeiden, muss das vordere Bein fast gestreckt sein. Im günstigsten Fall wird mit dem nächsten Schritt wieder normales Lauftempo erreicht.

### Häufige Fehler am Wassergraben
- Aufspringen statt Auflaufen auf den Balken ist ein Anzeichen für zu nahes Heranlaufen
- zu kurzer Sprung (ins tiefe Wasser) am Wassergraben durch zu langsames Aufspringen und einen technisch mangelhaften Absprung
- der Läufer springt zu hoch über den Wassergraben und geht beim Abfangen in die Knie
- Aufsprung im Wassergraben mit beiden Beinen durch schlecht vorbereitete Landung
- Mangelhaftes räumliches Anpassungsvermögen führt zu Störungen im Laufrhythmus vor und nach dem Wassergraben (das trifft für die Hindernisse gleichermaßen zu).

## Statistik

### Medaillengewinner der Olympischen Spiele (3000-Meter-Hindernislauf)

#### Männer
| Jahr | Goldmedaille          | Silbermedaille              | Bronzemedaille              |
| ---- | --------------------- | --------------------------- | --------------------------- |
| 1920 | Percy Hodge           | Patrick Flynn               | Ernesto Ambrosini           |
| 1924 | Ville Ritola          | Elias Katz                  | Paul Bontemps               |
| 1928 | Toivo Loukola         | Paavo Nurmi                 | Ove Andersen                |
| 1932 | Volmari Iso-Hollo     | Tom Evenson                 | Joe McCluskey               |
| 1936 | Volmari Iso-Hollo     | Kalle Tuominen              | Alfred Dompert              |
| 1948 | Tore Sjöstrand        | Erik Elmsäter               | Göte Hagström               |
| 1952 | Horace Ashenfelter    | Wladimir Kasanzew           | John Disley                 |
| 1956 | Chris Brasher         | Sándor Rozsnyói             | Ernst Larsen                |
| 1960 | Zdzisław Krzyszkowiak | Nikolai Sokolow             | Semjon Rschischtschin       |
| 1964 | Gaston Roelants       | Maurice Herriott            | Iwan Bjeljajew              |
| 1968 | Amos Biwott           | Benjamin Kogo               | George Young                |
| 1972 | Kipchoge Keino        | Ben Jipcho                  | Tapio Kantanen              |
| 1976 | Anders Gärderud       | Bronisław Malinowski        | Frank Baumgartl             |
| 1980 | Bronisław Malinowski  | Filbert Bayi                | Eshetu Tura                 |
| 1984 | Julius Korir          | Joseph Mahmoud              | Brian Diemer                |
| 1988 | Julius Kariuki        | Peter Koech                 | Mark Rowland                |
| 1992 | Matthew Birir         | Patrick Sang                | William Mutwol              |
| 1996 | Joseph Keter          | Moses Kiptanui              | Alessandro Lambruschini     |
| 2000 | Reuben Kosgei         | Wilson Boit Kipketer        | Ali Ezzine                  |
| 2004 | Ezekiel Kemboi        | Brimin Kiprop Kipruto       | Paul Kipsiele Koech         |
| 2008 | Brimin Kiprop Kipruto | Mahiedine Mekhissi-Benabbad | Richard Kipkemboi Mateelong |
| 2012 | Ezekiel Kemboi        | Mahiedine Mekhissi-Benabbad | Abel Mutai                  |
| 2016 | Conseslus Kipruto     | Evan Jager                  | Mahiedine Mekhissi-Benabbad |
| 2020 | Soufiane el-Bakkali   | Lamecha Girma               | Benjamin Kigen              |
| 2024 | Soufiane el-Bakkali   | Kenneth Rooks               | Abraham Kibiwot             |

#### Frauen
| Jahr | Goldmedaille             | Silbermedaille    | Bronzemedaille  |
| ---- | ------------------------ | ----------------- | --------------- |
| 2008 | Gulnara Samitowa-Galkina | Eunice Jepkorir   | Tatjana Petrowa |
| 2012 | Habiba Ghribi            | Sofia Assefa      | Milcah Chemos   |
| 2016 | Ruth Jebet               | Hyvin Kiyeng      | Emma Coburn     |
| 2020 | Peruth Chemutai          | Courtney Frerichs | Hyvin Kiyeng    |
| 2024 | Winfred Mutile Yavi      | Peruth Chemutai   | Faith Cherotich |

### Medaillengewinner der Olympischen Spiele (nicht mehr gelaufene Streckenlängen)
| Jahr | Strecke | Goldmedaille    | Silbermedaille   | Bronzemedaille  |
| ---- | ------- | --------------- | ---------------- | --------------- |
| 1900 | 2500 m  | George Orton    | Sidney Robinson  | Jean Chastanié  |
| 1900 | 4000 m  | John Rimmer     | Charles Bennett  | Sidney Robinson |
| 1904 | 2590 m  | James Lightbody | John Daly        | Arthur Newton   |
| 1908 | 3200 m  | Arthur Russell  | Archie Robertson | John Eisele     |

### Medaillengewinner der Weltmeisterschaften

#### Männer
| Jahr | Goldmedaille          | Silbermedaille              | Bronzemedaille              |
| ---- | --------------------- | --------------------------- | --------------------------- |
| 1983 | Patriz Ilg            | Boguslaw Maminski           | Colin Reitz                 |
| 1987 | Francesco Panetta     | Hagen Melzer                | William Van Dijck           |
| 1991 | Moses Kiptanui        | Patrick Sang                | Azzedine Brahmi             |
| 1993 | Moses Kiptanui        | Patrick Sang                | Alessandro Lambruschini     |
| 1995 | Moses Kiptanui        | Christopher Koskei          | Saad Shaddad Al-Asmari      |
| 1997 | Wilson Boit Kipketer  | Moses Kiptanui              | Bernard Barmasai            |
| 1999 | Christopher Kosgei    | Wilson Boit Kipketer        | Ali Ezzine                  |
| 2001 | Reuben Kosgei         | Ali Ezzine                  | Bernard Barmasai            |
| 2003 | Saif Saaeed Shaheen   | Ezekiel Kemboi              | Eliseo Martin               |
| 2005 | Saif Saaeed Shaheen   | Ezekiel Kemboi              | Brimin Kiprop Kipruto       |
| 2007 | Brimin Kiprop Kipruto | Ezekiel Kemboi              | Richard Kipkemboi Mateelong |
| 2009 | Ezekiel Kemboi        | Richard Kipkemboi Mateelong | Bouabdellah Tahri           |
| 2011 | Ezekiel Kemboi        | Brimin Kiprop Kipruto       | Mahiedine Mekhissi-Benabbad |
| 2013 | Ezekiel Kemboi        | Conseslus Kipruto           | Mahiedine Mekhissi-Benabbad |
| 2015 | Ezekiel Kemboi        | Conseslus Kipruto           | Brimin Kiprop Kipruto       |
| 2017 | Conseslus Kipruto     | Soufiane el-Bakkali         | Evan Jager                  |
| 2019 | Conseslus Kipruto     | Lamecha Girma               | Soufiane el-Bakkali         |
| 2022 | Soufiane el-Bakkali   | Lamecha Girma               | Conseslus Kipruto           |
| 2023 | Soufiane el-Bakkali   | Lamecha Girma               | Abraham Kibiwot             |

#### Frauen
| Jahr | Goldmedaille         | Silbermedaille       | Bronzemedaille        |
| ---- | -------------------- | -------------------- | --------------------- |
| 2005 | Dorcus Inzikuru      | Jekaterina Wolkowa   | Jeruto Kiptum         |
| 2007 | Jekaterina Wolkowa   | Tatjana Petrowa      | Eunice Jepkorir       |
| 2009 | Julija Saripowa      | Milcah Chemos Cheywa | Gulnara Galkina       |
| 2011 | Habiba Ghribi        | Milcah Chemos Cheywa | Mercy Wanjiku Njoroge |
| 2013 | Milcah Chemos Cheywa | Lidya Chepkurui      | Sofia Assefa          |
| 2015 | Hyvin Kiyeng         | Habiba Ghribi        | Gesa Felicitas Krause |
| 2017 | Emma Coburn          | Courtney Frerichs    | Hyvin Kiyeng          |
| 2019 | Beatrice Chepkoech   | Emma Coburn          | Gesa Felicitas Krause |
| 2022 | Norah Jeruto         | Werkuha Getachew     | Mekides Abebe         |
| 2023 | Winfred Mutile Yavi  | Beatrice Chepkoech   | Faith Cherotich       |

### Weltrekordentwicklung
Die Internationale Leichtathletik-Föderation IAAF legte erst 1953 Einzelheiten zur Anzahl, Reihenfolge und Beschaffenheit der Hindernisse fest und führt von da an eine offizielle Weltrekordliste. Bestleistungen werden seit 1933 registriert, für diese sind die Streckenlänge und die Anzahl der Hindernisse verbürgt.
Ab dem 1. Januar 2000 werden Weltrekorde auch für Frauen anerkannt. Erster offizieller Rekord wurde die damalige Weltbestzeit von Jelena Motalowa.

#### Männer
In Klammern: Elektronisch gestoppte Zeit, als Weltrekord wurde aber die handgestoppte Zeit registriert.
| Zeit (min)       | Name                  | Datum              | Ort       |
| ---------------- | --------------------- | ------------------ | --------- |
| 8:49,6           | Sándor Rozsnyói       | 28. August 1954    | Bern      |
| 8:47,8           | Pentti Karvonen       | 1. Juli 1955       | Helsinki  |
| 8:45,4           | Pentti Karvonen       | 15. Juli 1955      | Oslo      |
| 8:45,4           | Wassili Wlassenko     | 18. August 1955    | Moskau    |
| 8:41,2           | Jerzy Chromik         | 31. August 1955    | Brno      |
| 8:40,2           | Jerzy Chromik         | 11. September 1955 | Budapest  |
| 8:39,8           | Semjon Rschischtschin | 14. August 1956    | Moskau    |
| 8:35,6           | Sándor Rozsnyói       | 16. September 1956 | Budapest  |
| 8:35,6           | Semjon Rschischtschin | 2. August 1958     | Tallinn   |
| 8:32,0           | Jerzy Chromik         | 2. August 1958     | Warschau  |
| 8:31,4           | Zdzisław Krzyszkowiak | 26. Juni 1960      | Tula      |
| 8:31,2           | Grigorij Taran        | 28. Mai 1961       | Kiew      |
| 8:30,4           | Zdzisław Krzyszkowiak | 10. August 1961    | Wałcz     |
| 8:29,6           | Gaston Roelants       | 7. September 1963  | Leuven    |
| 8:26,4           | Gaston Roelants       | 7. August 1965     | Brüssel   |
| 8:24,2           | Jouko Kuha            | 17. Juli 1968      | Stockholm |
| 8:22,2           | Vladimiras Dudinas    | 19. August 1969    | Kiew      |
| 8:22,0 (8:21,98) | Kerry O’Brien         | 4. Juli 1970       | Berlin    |
| 8:20,8           | Anders Gärderud       | 14. September 1972 | Helsinki  |
| 8:19,8           | Ben Jipcho            | 19. Juni 1973      | Helsinki  |
| 8:14,0 (8:13,91) | Ben Jipcho            | 27. Juni 1973      | Helsinki  |
| 8:10,4           | Anders Gärderud       | 25. Juni 1975      | Oslo      |
| 8:09,8 (8:09,70) | Anders Gärderud       | 1. Juli 1975       | Stockholm |
| 8:08,02          | Anders Gärderud       | 28. Juli 1976      | Montreal  |
| 8:05,4           | Henry Rono            | 13. Mai 1978       | Seattle   |
| 8:05,35          | Peter Koech           | 3. Juli 1989       | Stockholm |
| 8:02,08          | Moses Kiptanui        | 19. August 1992    | Zürich    |
| 7:59,18          | Moses Kiptanui        | 16. August 1995    | Zürich    |
| 7:59,08          | Wilson Boit Kipketer  | 13. August 1997    | Zürich    |
| 7:55,72          | Bernard Barmasai      | 24. August 1997    | Köln      |
| 7:55,28          | Brahim Boulami        | 24. August 2001    | Brüssel   |
| 7:53,63          | Saif Saaeed Shaheen   | 3. September 2004  | Brüssel   |
| 7:52,11          | Lamecha Girma         | 9. Juni 2023       | Paris     |

#### Frauen
| Zeit (min) | Name                     | Datum           | Ort      |
| ---------- | ------------------------ | --------------- | -------- |
| 9:55,28    | Daniela Petrescu         | 21. Juni 1998   | Bukarest |
| 9:48,88    | Jelena Motalowa          | 1. August 1999  | Tula     |
| 9:43,64    | Cristina Iloc            | 7. August 2000  | Bukarest |
| 9:40,20    | Cristina Iloc            | 30. August 2000 | Reims    |
| 9:25,31    | Justyna Bąk              | 9. Juli 2001    | Nizza    |
| 9:22,29    | Justyna Bąk              | 5. Juni 2002    | Mailand  |
| 9:21,72    | Alesja Turawa            | 12. Juni 2002   | Ostrava  |
| 9:16,51    | Alesja Turawa            | 28. Juli 2002   | Danzig   |
| 9:08,33    | Gulnara Samitowa         | 10. August 2003 | Tula     |
| 9:01,59    | Gulnara Samitowa         | 4. Juli 2004    | Iraklio  |
| 8:58,81    | Gulnara Samitowa-Galkina | 17. August 2008 | Peking   |
| 8:52,78    | Ruth Jebet               | 27. August 2016 | Paris    |
| 8:44,32    | Beatrice Chepkoech       | 20. Juli 2018   | Monaco   |

### Weltbestenliste

#### Männer
Alle Läufer mit einer Zeit von 8:06,48 min oder schneller.
Letzte Veränderung: 25. Mai 2025
1. 7:52,11 min  Lamecha Girma, Paris, 9. Juni 2023
2. 7:53,63 min  Saif Saaeed Shaheen, Brüssel, 3. September 2004
3. 7:53,64 min  Brimin Kiprop Kipruto, Monaco, 22. Juli 2011
4. 7:54,31 min  Paul Kipsiele Koech, Rom, 31. Mai 2012
5. 7:55,28 min  Brahim Boulami, Brüssel, 24. August 2001
6. 7:55,72 min  Bernard Barmasai, Köln, 24. August 1997
7. 7:55,76 min  Ezekiel Kemboi, Monaco, 22. Juli 2011
8. 7:56,16 min  Moses Kiptanui, Köln, 24. August 1997
9. 7:56,68 min  Soufiane el-Bakkali, Rabat, 28. Mai 2023
10. 7:56,81 min  Richard Kipkemboi Mateelong, Doha, 11. Mai 2012
11. 7:57,29 min  Reuben Kosgei, Brüssel, 24. August 2001
12. 7:58,41 min  Jairus Birech, Brüssel, 5. September 2014
13. 7:59,08 min  Wilson Boit Kipketer, Zürich, 13. August 1997
14. 8:00,09 min  Mahiedine Mekhissi-Benabbad, Saint-Denis, 6. Juli 2013 (Europarekord)
15. 8:00,12 min  Conseslus Kipruto, Birmingham, 5. Juni 2016
16. 8:00,45 min  Evan Jager, Saint-Denis, 4. Juli 2015
17. 8:01,18 min  Bouabdellah Tahri, Berlin, 18. August 2009
18. 8:01,49 min  Frederik Ruppert, Rabat, 25. Mai 2025 (deutscher Rekord)
19. 8:01,67 min  Abel Mutai, Rom, 31. Mai 2012
20. 8:01,69 min  Kipkirui Misoi, Brüssel, 24. August 2001
21. 8:02,36 min  Abrham Sime, Paris, 7. Juli 2024
22. 8:02,36 min  Amos Serem, Paris, 7. Juli 2024
23. 8:03,41 min  Patrick Sang, Köln, 24. August 1997
24. 8:03,57 min  Ali Ezzine, Saint-Denis, 23. Juni 2000
25. 8:03,57 min  Hillary Yego, Shanghai, 18. Mai 2013
26. 8:03,74 min  Raymond Yator, Monaco, 18. August 2000
27. 8:03,81 min  Benjamin Kiplagat, Lausanne, 8. Juli 2010
28. 8:03,89 min  John Kosgei, Monaco, 16. August 1997
29. 8:04,34 min  Samuel Firewu, Chorzow, 25. August 2024
30. 8:04,95 min  Simon Vroemen, Brüssel, 26. August 2005
31. 8:05,01 min  Eliud Barngetuny, Monaco, 25. Juli 1995
32. 8:05,15 min  Getnet Wale, Rabat, 28. Mai 2023
33. 8:05,23 min  Djilali Bedrani, Doha, 4. Oktober 2019
34. 8:05,35 min  Peter Koech, Stockholm, 3. Juli 1989
35. 8:05,37 min  Philip Barkutwo, Rieti, 6. September 1992
36. 8:05,40 min  Henry Rono, Seattle, 13. Mai 1978
37. 8:05,43 min  Christopher Koskei, Zürich, 11. August 1999
38. 8:05,51 min  Julius Kariuki, Seoul, 30. September 1988
39. 8:05,51 min  Abraham Kibiwot, Rabat, 28. Mai 2023
40. 8:05,68 min  Wesley Kiprotich, Brüssel, 3. September 2004
41. 8:05,69 min  Fernando Carro, Monaco, 12. Juli 2019
42. 8:05,75 min  Mustafa Mohamed, Heusden, 28. Juli 2007
43. 8:05,88 min  Bernard Nganga, Berlin, 11. September 2011
44. 8:05,99 min  Joseph Keter, Monaco, 10. August 1996
45. 8:06,13 min  Tareq Mubarak Taher, Athen, 13. Juli 2009
46. 8:06,13 min  Benjamin Kigen, Rom, 6. Juni 2019
47. 8:06,16 min  Roba Gari, Doha, 11. Mai 2012
48. 8:06,29 min  Hailemariyam Amare, Rabat, 5. Juni 2022
49. 8:06,41 min  Kenneth Rooks, Paris, 7. August 2024
50. 8:06,48 min  Chala Beyo, Rabat, 16. Juni 2019

- österreichischer Rekord: Günther Weidlinger- 8:10,83 min am 21. August 1999 in Sevilla
- Schweizer Rekord: Christian Belz – 8:22,24 min am 4. Juni 2001 in Hengelo

#### Frauen
Alle Läuferinnen mit einer Zeit unter 9:13,16 min (Letzte Veränderung: 20. Juni 2025)
1. 8:44,32 min  Beatrice Chepkoech, Monaco, 20. Juli 2018
2. 8:44,39 min  Winfred Mutile Yavi, Rom, 30. August 2024
3. 8:48,03 min  Peruth Chemutai, Rom, 30. August 2024
4. 8:52,78 min  Ruth Jebet, Paris, 27. August 2016
5. 8:53,02 min  Norah Jeruto, Eugene, 20. Juli 2022
6. 8:53,37 min  Faith Cherotich, Paris, 20. Juni 2025
7. 8:54,61 min  Werkuha Getachew, Eugene, 20. Juli 2022
8. 8:56,06 min  Mekides Abebe, Eugene, 20. Juli 2022
9. 8:57,35 min  Jackline Chepkoech, London, 23. Juli 2023
10. 8:58,67 min  Alice Finot, Paris, 6. August 2024 (Europarekord)
11. 8:57,77 min  Courtney Frerichs, Eugene, 21. August 2021
12. 8:58,15 min  Doris Lemngole, Eugene, 14. Juni 2025
13. 8:58,78 min  Celliphine Chepteek Chespol, Eugene, 27. Mai 2017
14. 8:58,81 min  Gulnara Galkina, Peking, 17. August 2008
15. 9:00,01 min  Hyvin Kiyeng, Eugene, 28. Mai 2016
16. 9:02,35 min  Emma Coburn, Doha, 30. September 2019
17. 9:03,22 min  Valerie Constien, Eugene, 27. Juni 2024
18. 9:03,30 min  Gesa Felicitas Krause, Doha, 30. September 2019 (deutscher Rekord)
19. 9:04,35 min  Elizabeth Bird, Paris, 6. August 2024
20. 9:04,61 min  Zerfe Wondemagegn, Florenz, 2. Juni 2023
21. 9:04,93 min  Marwa Bouzayani, Rom, 30. August 2024
22. 9:05,36 min  Habiba Ghribi, Brüssel, 11. September 2015
23. 9:05,83 min  Sembo Almayew, Doha, 5. Mai 2023
24. 9:06,07 min  Lomi Muleta, Paris, 6. August 2024
25. 9:06,50 min  Courtney Wayment, Eugene, 27. Juni 2024
26. 9:06,57 min  Jekaterina Wolkowa, Osaka, 27. August 2007
27. 9:06,66 min  Daisy Jepkemei, Zürich, 29. August 2019
28. 9:07,06 min  Sofia Assefa, Hengelo, 11. Juni 2017
29. 9:07,14 min  Milcah Chemos Cheywa, Oslo, 7. Juni 2012
30. 9:07,14 min  Marisa Howard, Eugene, 27. Juni 2024
31. 9:07,41 min  Eunice Jepkorir, Peking, 17. August 2008
32. 9:07,70 min  Gabrielle Jennings, Rom, 30. August 2024
33. 9:08,11 min  Maruša Mišmaš Zrimšek, Eugene, 16. September 2023
34. 9:08,23 min  Rosefline Chepngetich, Monaco, 20. Juli 2018
35. 9:08,39 min  Julija Saripowa, Berlin, 17. August 2009
36. 9:08,68 min  Lexy Halladay, Eugene, 14. Juni 2025
37. 9:09,19 min  Tatjana Petrowa, Osaka, 27. August 2007
38. 9:09,21 min  Lea Meyer, Oslo, 12. Juni 2025
39. 9:09,29 min  Olga Wowk, Tscheboksary, 3. August 2022
40. 9:09,39 min  Marta Domínguez, Barcelona, 25. Juli 2009
41. 9:09,61 min  Hiwot Ayalew, Oslo, 7. Juni 2012
42. 9:10,04 min  Luiza Gega, Eugene, 20. Juli 2022
43. 9:10,27 min  Colleen Quigley, Berlin, 2. September 2018
44. 9:10,43 min  Irene Sanchez-Escribano, Paris, 6. August 2024
45. 9:11,39 min  Jekaterina Iwonina, Tscheboksary, 3. August 2022
46. 9:12,46 min  Parul Chaudhary, Gumi, 30. Mai 2025
47. 9:12,50 min  Jennifer Simpson, Berlin, 17. August 2009
48. 9:12,55 min  Lidya Chepkurui, Moskau, 13. August 2013
49. 9:12,81 min  Krissy Gear, Eugene, 8. Juli 2023
50. 9:13,16 min  Ruth Bisibori Nyangau, Berlin, 17. August 2009

- Schweizer Rekord: Chiara Scherrer – 9:20,28 min am 18. Juni 2022 in Paris
- österreichischer Rekord: Andrea Mayr – 9:47,61 min am 2. Juli 2008 in Jambes